# Piazza Tienanmen
Piazza Tienanmen o Tien'anmen (in cinese semplificato, 天安门广场, in cinese tradizionale, 天安門廣場, pronuncia Tiān'ānmén Guǎngchǎng) è la grande piazza vicino al centro di Pechino, in Cina, chiamata così per la Tienanmen (letteralmente, "porta della Pace Celeste") posta al suo nord, che la separa dalla Città Proibita. Questo monumento fu costruito nel 1417, con il nome di Chengtianmen (in cinese: 承天门, pinyin: Chéng Tiānmén, letteralmente: Porta dell'accettazione Celeste); alla fine della dinastia Ming (1368-1644) venne gravemente danneggiato. Fu ricostruito nel 1651, durante la dinastia Qing, e rinominato con l'attuale nome "Tiananmen".
Questa piazza è vista da molti come il cuore simbolico della nazione cinese e fuori dalla Cina è famosa soprattutto per la proclamazione della Repubblica Popolare Cinese da parte di Mao Zedong il 1º ottobre 1949 e per il massacro dei manifestanti durante le proteste del 1989. È larga 880 metri da nord a sud e 500 da est a ovest, il che la rende la sesta piazza pubblica del mondo per dimensioni, con i suoi 440.000 metri quadrati.

## Storia
La piazza Tien'anmen fu costruita nel 1417. Nel 1651, all'inizio della dinastia Qing, piazza Tien'anmen fu rinnovata e rinominata nella sua forma presente. Durante le epoche della dinastia Ming e Qing, non c'era una piazza pubblica a Tien'anmen, ma un'area piena di uffici per i ministri imperiali. Questi furono notevolmente danneggiati durante la rivolta dei Boxer e l'area fu ripulita per produrre l'inizio di piazza Tien'anmen.
Ingrandita nel 1949 fino all'attuale grandezza, la piazza è interrotta soltanto dai 38 metri d'altezza del monumento agli eroi del popolo e dal mausoleo di Mao Zedong. Si trova tra due antiche ed imponenti porte: la porta Tien'anmen sul lato nord e la porta Qianmen (前门, porta anteriore) a sud. Lungo il lato ovest della piazza si trova la Grande Sala del Popolo, mentre lungo il lato est si trova il Museo nazionale di storia cinese. Viale Chang'an, usato per le parate, si trova tra la Tien'anmen e la piazza. Sui lati occidentale e orientale della piazza sono allineati degli alberi, ma la piazza in sé è aperta, senza alberi né panchine.
La piazza è illuminata da grandi lampioni su cui sono montate anche delle telecamere. L'ingresso alla piazza è sorvegliato da parte di poliziotti in uniforme e in borghese.

## Eventi
Piazza Tien'anmen è stata il centro di numerosi eventi politici quali la proclamazione della Repubblica Popolare Cinese da parte di Mao Zedong il 1º ottobre 1949 e per raduni di massa durante la Rivoluzione culturale. È stata anche il luogo dove sono avvenuti diversi movimenti di protesta, i più notevoli dei quali sono il Movimento del 4 maggio del 1919 per la scienza e la democrazia, proteste nel 1976 dopo la morte di Zhou Enlai, e le proteste di Piazza Tien'anmen del 1989.
Le proteste del 1989 portarono all'uccisione dei protestatari cinesi nelle strade a est della piazza e nelle zone adiacenti. Il governo di Pechino ha sempre criticato l'etichettatura fatta dai media occidentali di questo evento, da allora noto come massacro di piazza Tienanmen. L'evento è noto in Cina come 4 giugno o movimento del 4 giugno, e incidente del 4 giugno. Ad ogni modo gli espatriati cinesi che sono sfuggiti dopo le uccisioni dissero che il numero delle vittime fu nell'ordine delle migliaia, contando le centinaia uccise sul posto e le vittime dell'epurazione che seguì. Queste storie sono confermate anche dai rapporti dell'intelligence.
C'è da segnalare inoltre che quello del "massacro di piazza Tien'anmen" è uno dei tanti eventi storici (vedi Tibet) aspramente censurati dal governo cinese, in particolar modo per quanto riguarda internet.
Il 12 gennaio 2010 Google ha sospeso ogni attività di “filtraggio”, cioè di censura dei contenuti nei risultati delle ricerche, non rispettando più l'accordo col governo cinese. L'azienda ha motivato la decisione con il fatto che a metà del mese di dicembre 2009 è stato portato un attacco a scopo di intrusione senza precedenti di cracker professionisti, probabilmente assoldati dallo stesso governo cinese, al fine di violare la mail degli attivisti di gruppi umani. Due di questi account di posta sarebbero stati violati.

## Immagini della piazza e dei dintorni

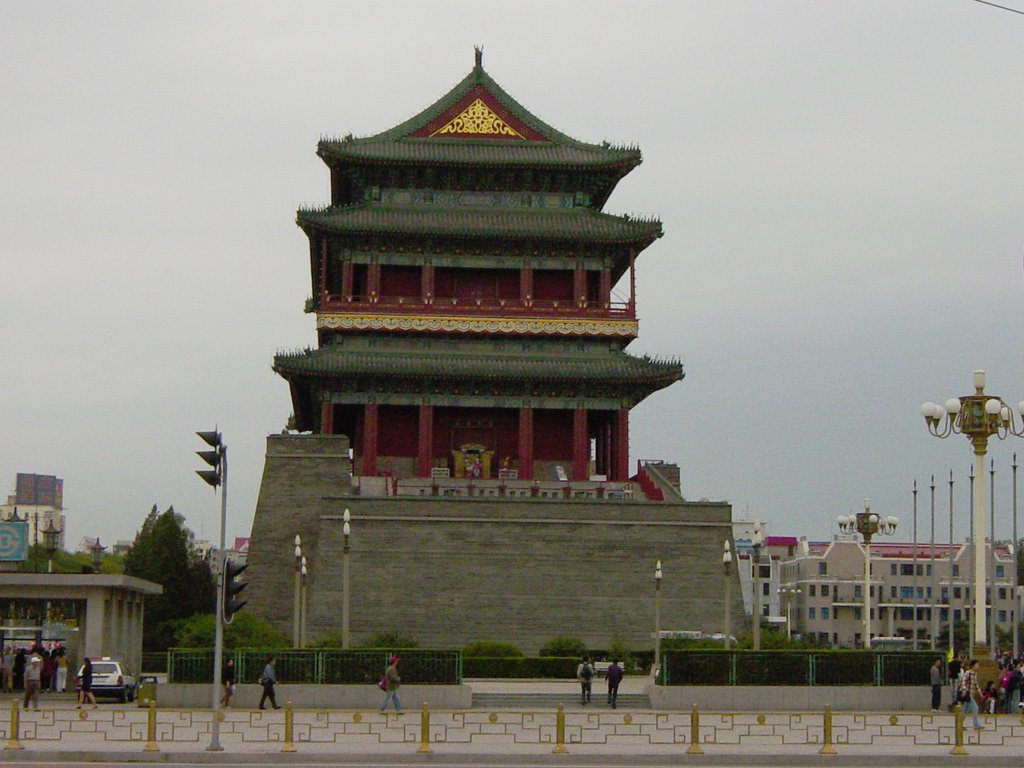
Torre Zhengyangmen.
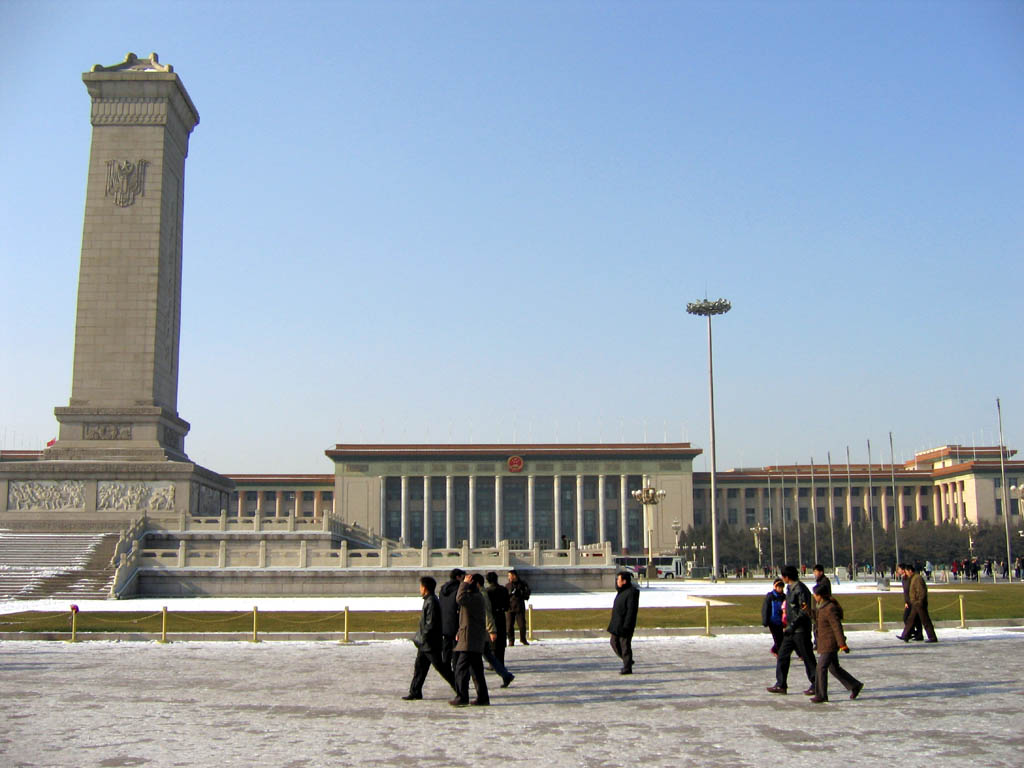
Monumento agli eroi del popolo e Grande sala del popolo.
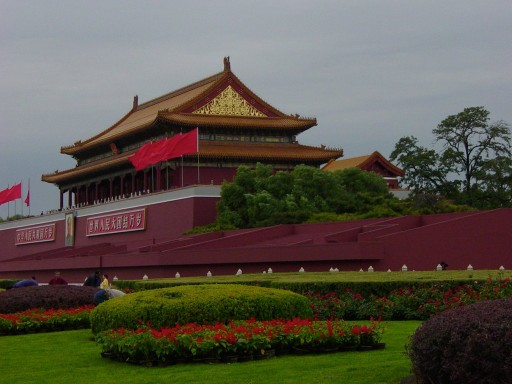
La Porta Tienanmen per la Città Proibita.
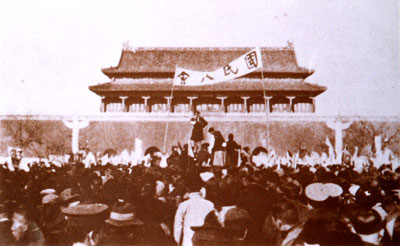
Immagine di piazza Tienanmen durante il movimento del 4 maggio 1919.
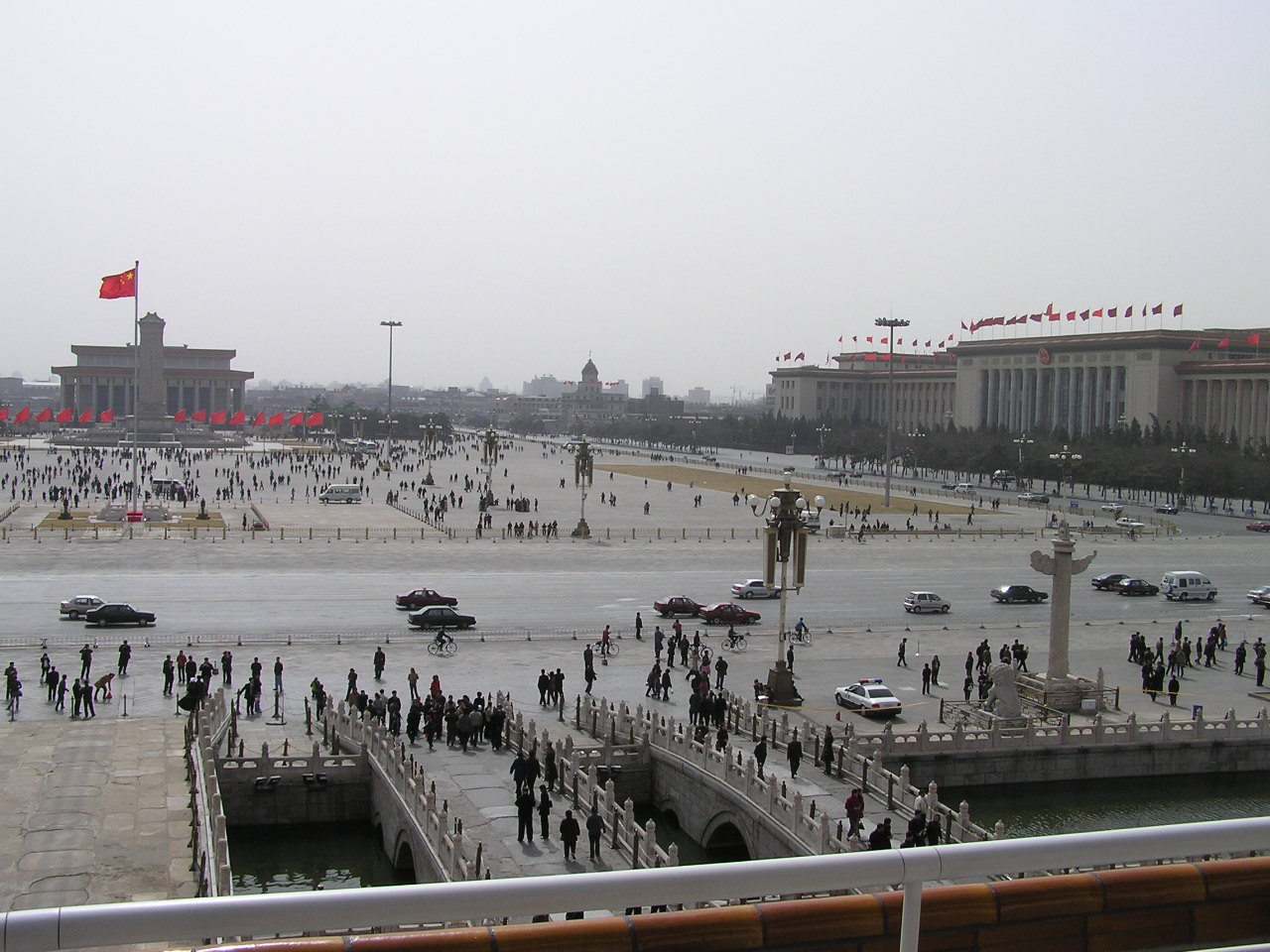
Panorama della piazza.
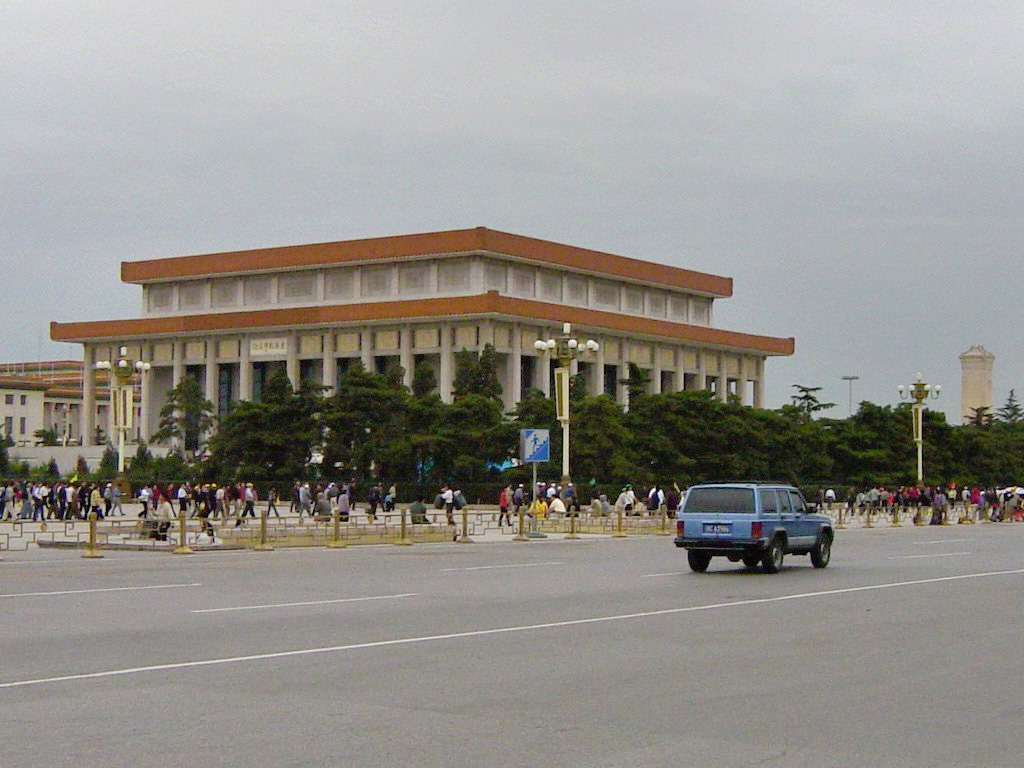
Mausoleo di Mao Zedong.
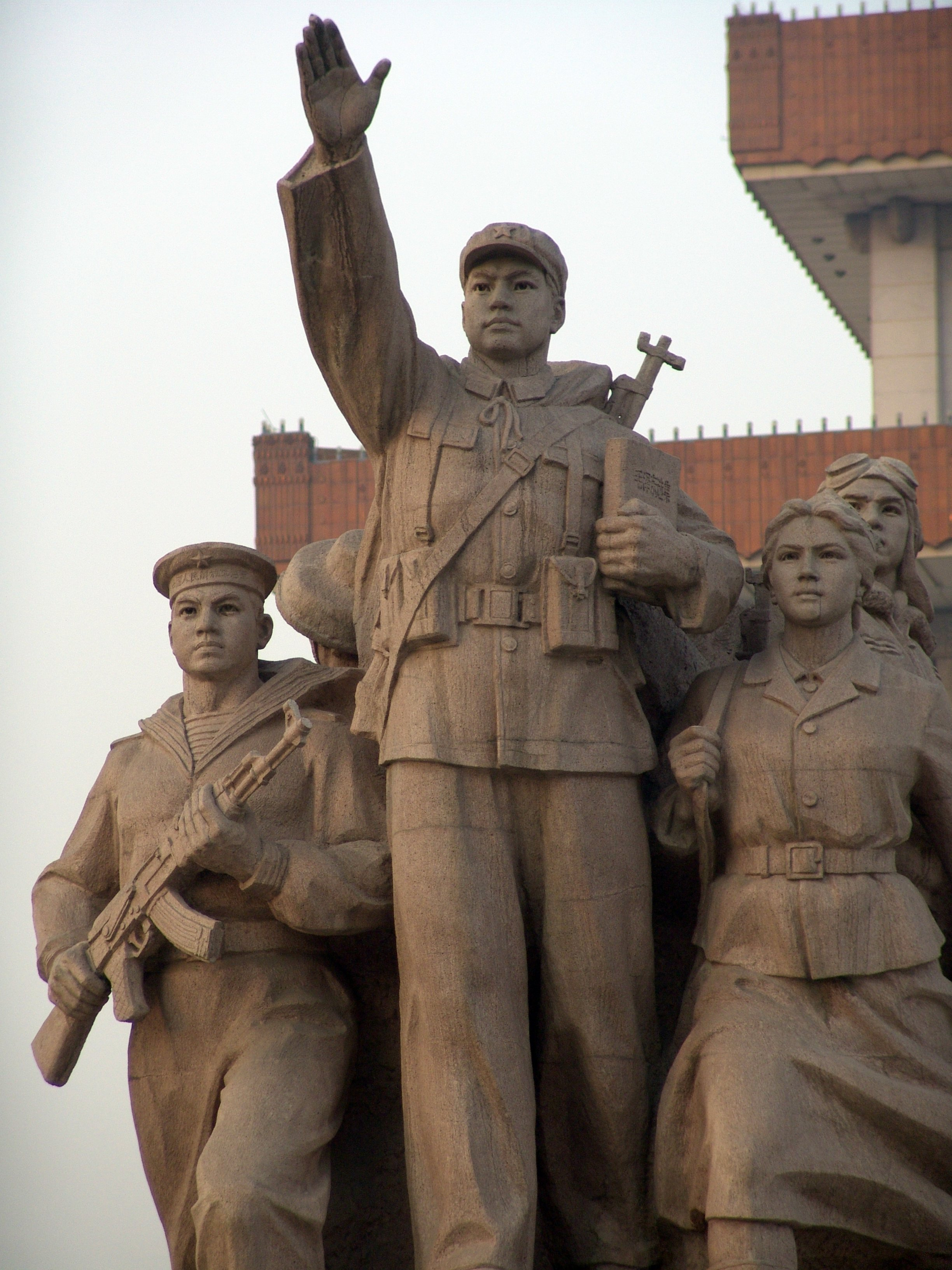
Monumento opposto al Mausoleo di Mao, piazza Tienanmen.
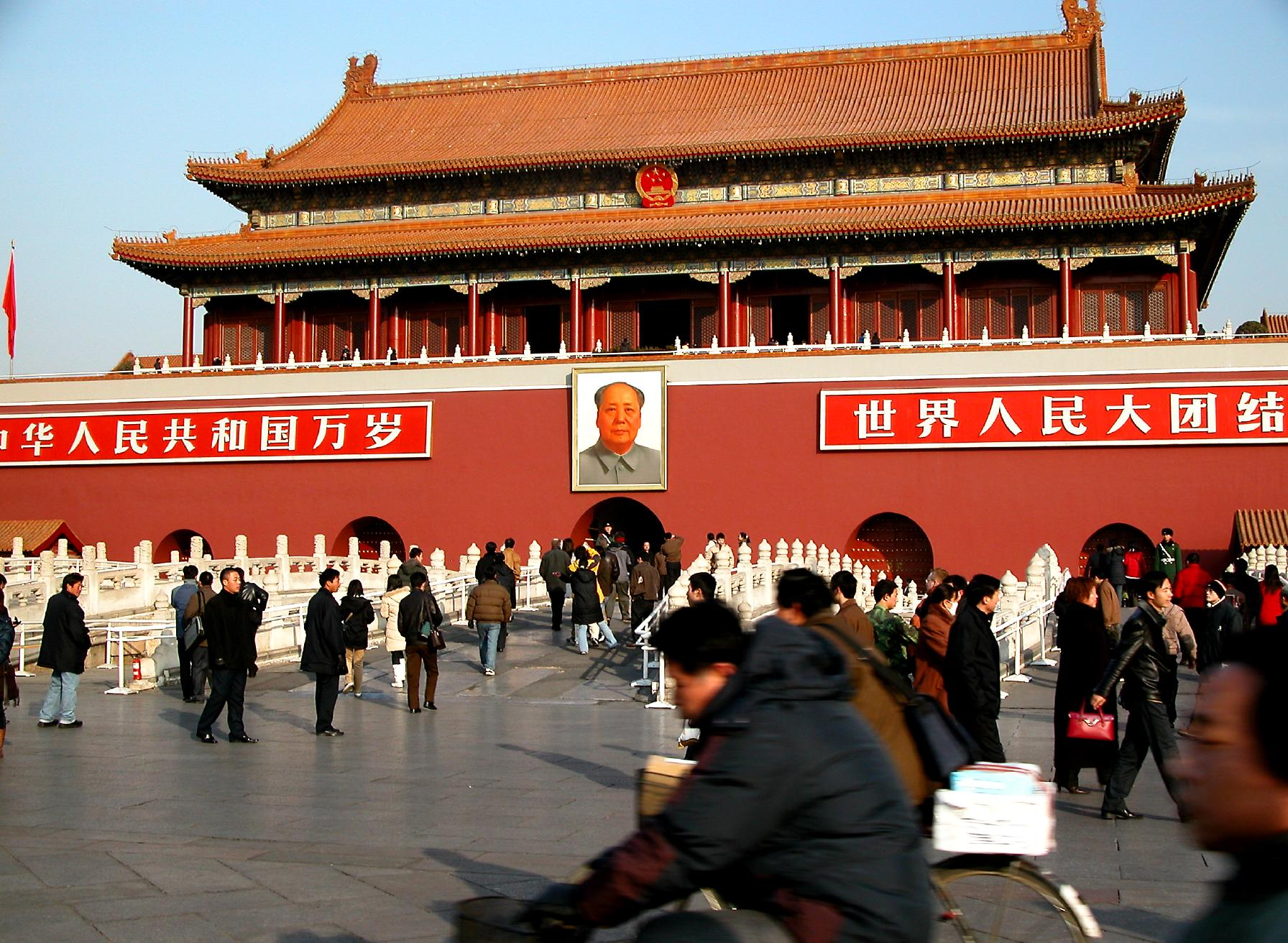
Entrata alla Città Proibita.
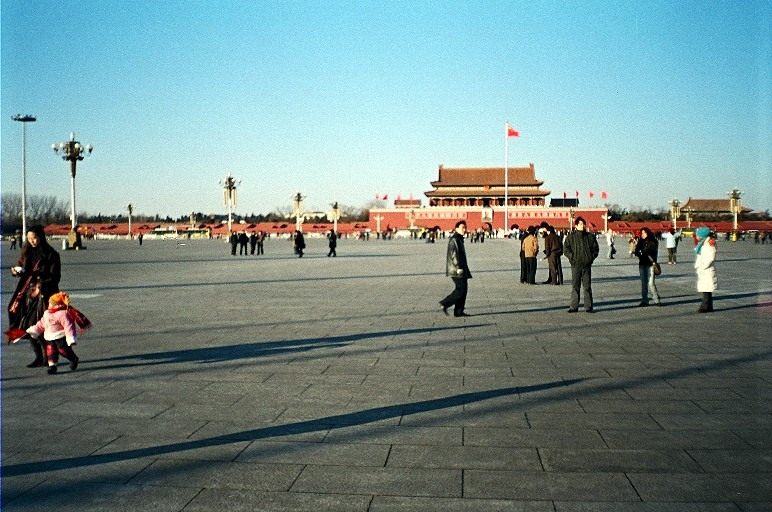
Panoramica della piazza da nord.